# Go Stewie Go
Go Stewie Go es el decimotercer episodio de la octava temporada de la serie Padre de familia. El episodio está escrito por Gary Janetti y dirigido por Greg Colton.
La trama se centra por un lado en Stewie, quien decide travestirse para ser elegido como actor de reparto de un programa infantil donde buscaban a una niña, una vez allí, conoce a una compañera de la que se enamora. Por otro lado, Lois se enamora del nuevo (normal para sorpresa de todos) novio de Meg después de que Peter la insulte por su avanzada edad.

## Argumento
Brian pilla a Stewie viendo La Granja de la Alegría (programa infantil parodia de Los Teletubbies). Al ver lo interesado que está él, le comunica por el periódico que se está preparando una adaptación estadounidense del programa. Ilusionado, no duda en aprovechar la oportunidad, pero se lleva una decepción después de que hayan elegido a un niño para uno de los papeles quedando vacante un papel femenino. Lejos de rendirse, Stewie decide hacerse pasar por una niña de nombre "Karina Smirnoff", al comenzar la actuación de prueba, los productores y el director se quedan impresionados por su elocuente realismo después de que "esta" les metiera el miedo en el cuerpo ante un posible atentado en el Times Square consiguiendo de esta manera el papel que estaba esperando.
Al día siguiente, Stewie (como Karina) se presenta ante todo el reparto, allí conoce a Julie, una joven actriz de la que se enamora, junto a ellos está Randall, un actor que intenta alejar a Julie de él. A medida que pasa el tiempo en el plató, los dos empiezan una relación amistosa juntos. A la mañana siguiente, Julie profesa su aprecio por Karina de la que le gustaría que en realidad fuera un chico, lo que deja a Stewie en un dilema. Finalmente este (todavía como Karina) la besa con pasión, pero Julie le aparta diciendo no ser lesbiana. Stewie decide entonces mostrar su verdadera identidad ante las cámaras durante la grabación, pero su sinceridad hace que ya no le pueda dirigir la palabra a causa de la madre de esta que le prohíbe ver a su hija teniendo Stewie que abandonar el programa arrepentido de tomar la decisión de desvestirse.
Por otro lado, Peter encuentra a Lois una cana y empieza a meterse con ella por su avanzada edad. Esto hace que Lois se sienta consciente de que ya no es joven. Un día, Meg decide presentarle su novio, Anthony, a sus padres, los cuales se sorprenden al verlo con un chico formal y guapo, el cual causa buena impresión a los padres de esta, sobre todo por parte de Lois, que les observa desde arriba de las escaleras mientras lo hacen en el sofá. Lois empieza a sentirse atraída por él y se vuelve celosa del éxito de su hija y empieza a fantasear con ser "ella" la que está en el lugar de Meg.
Al día siguiente y con la excusa de darle un regalo de bienvenida a la familia, Lois le escribe una carta en la que se insinúa sin que Meg se entere, por su parte, Lois manda (i.e engaña) a Meg que vaya al aeropuerto a recoger a su abuelo a lo que accede. Una vez a solas, Lois empieza a serle directa y consigue seducir al chico hasta que finalmente se enrollan en el sofá hasta que momentos después y cuando iba a por las llaves del coche, Meg entra en casa y los sorprende a los dos en una situación comprometedora.
A la mañana siguiente, Lois se siente mal por lo sucedido y trata de disculparse ante su hija, pero esta responde de manera furiosa por haberle querido quitar el novio, Meg, acto seguido empieza a maldecirla de malos modos y la expulsa de su habitación, no sin antes amenazarla arrancándose a sí misma un diente con el dedo pulgar como demostración de superioridad frente a su madre. Horrorizada, accede a irse, aun así sigue enfadada con su marido al que echa la culpa por haberla arrastrado a los brazos de otro hombre por sus insultos hacía ella siendo esta la razón de que se haya ganado el odio de su hija. Peter se siente culpable y comprende a su mujer y reconoce haber estado insultándola por su problema de autoestima ya que reconoce sentirse gordo e inútil y teme que su mujer se fije en otros hombres más apuestos y pueda así perderla, sin embargo Lois le consuela afirmándole su amor.

## Producción
El guion del episodio estuvo a cargo de Gary Janett, siendo este el primero desde la cuarta temporada, y dirigido por Greg Colton antes de la conclusión de la producción de la séptima temporada.
El episodio contó con la segunda aparición de Mike Henry como Cleveland desde Spies Reminiscent of Us desde que abandonara oficialmente la serie para la creación del spin of.
Como artistas invitados, además del reparto habitual, el músico Stephen Bishop, la actriz Mo Collins, Colin Ford, Anne Hathaway, Lucas Grabeel, Nana Visitor y Mae Whitman prestaron sus voces.

## Recepción
En comparación con los dos episodios anteriores, este tuvo más cuota de pantalla y fue visto por 6,72 millones de telespectadores según el índice de audiencia Nielsen. El episodio tuvo de nota un 3.5 de índice de audiencia entre la población demográfica de 18 a 49 ganando en audiencia a Los Simpsons al igual que en la premier de Sons of Tucson.
Todd VanderWerff de A.V. Club calificó al episodio como de "sorpresa agradable" en mención a la trama de Stewie, pero por otro lado criticó duramente la subtrama de Lois y Meg. Ramsey Isler de IGN fue mucho más crítico alegando que "mientras que había un par de buenos momentos, otros no lo eran tanto". Jason Hughes de TV Squad alabó el episodio comentando que "lo ofrecido está volviéndose cada vez más excepcional a medida que pasan los años [...] una visión emocional dentro de los personajes."
La PTC, grupo mediático frecuentemente crítico con Padre de familia, criticó el episodio por su "fuerte contenido sexual" calificándolo como "una nueva bajeza nauseabunda". En su revisión hablan de múltiples escenas, entre las que se incluyen las de Lois enrollandose con una menor, al igual que la conversación de Brian con Karina en el bar. La PTC acusó a MacFarlane de lanzar provocaciones con chistes sobre "incesto y violaciones".